# فولاد کربنی

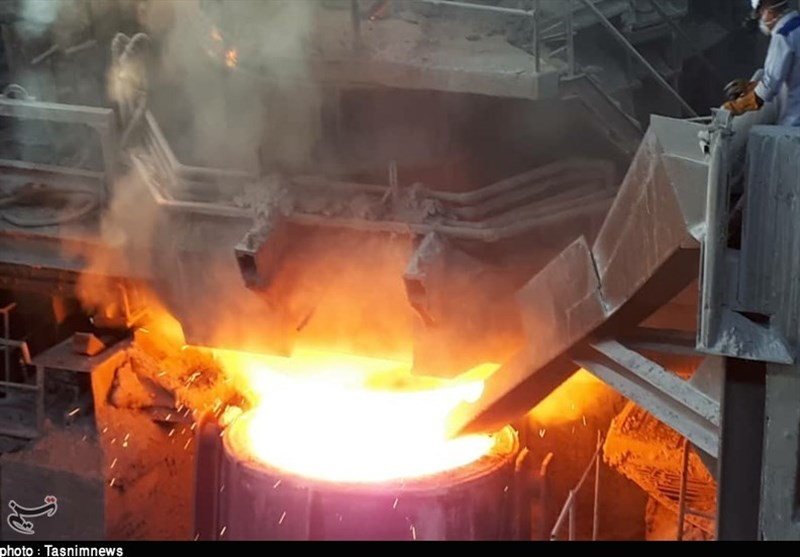
فرآیند تهیه و تولید فولاد

فولاد کربنی (به انگلیسی: carbon steel)، نوعی فولاد است که درصد وزنی کربن آن بین 0.05 تا 2.1 درصد می‌باشد. تعریف فولاد کربنی که از طرف انجمن آهن و فولاد آمریکا (AISI) بیان شده‌است عبارت است از:
- هیچ حداقل مقداری برای عناصر کروم، کبالت، مولیبدن، نیکل، نیوبیوم، تیتانیوم، تنگستن، وانادیم، زیرکونیم مشخص نشده‌باشد.
- حداقل میزان مس مشخص شده از 0.4 درصد جرمی بیشتر نباشد.
- یا حداکثر درصد جرمی عناصر ذکر شده از این مقادیر بیشتر نباشد: منگنز 1.65 درصد، سیلیکن 0.6 درصد، مس 0.6 درصد.[۱]

اصطلاح فولاد کربنی می‌تواند اشاره به فولادی باشد که از نوع فولاد ضدزنگ نمی‌باشد. در این مورد، فولاد کربنی می‌تواند اشاره‌ای به فولاد آلیاژی باشد. فولاد پرکربن دارای کاربردهای مختلفی مانند ماشین‌های فرز، ابزارهای برش و سیم‌های با استحکام بالا می‌باشد. این کاربردها به ریزساختار ظریف‌تری نیاز دارند که خاصیت چقرمگی را بهبود می‌بخشد.
با افزایش درصد کربن در فولادها، امکان سختکاری و افزایش استحکام آن نیز از طریق عملیات حرارتی افزایش می‌یابد، ولی از طرفی این کار باعث کاهش شکل‌پذیری آن می‌شود. جدای از عملیات حرارتی، افزایش درصد کربن باعث کاهش خاصیت جوشکاری فولادها می‌شود. در فولادهای کربنی هر چه درصد کربن افزایش یابد، دمای ذوب فولاد کاهش می‌یابد.

## انواع فولادهای کربنی

### فولاد ملایم یا کم‌کربن
فولاد کم‌کربن (آهنی که شامل درصد کمی از کربن می‌باشد) که به‌عنوان فولاد کربن ساده و فولاد کربن درصد پایین نیز شناخته می‌شود، امروزه رایج‌ترین شکل استفاده از فولاد است چرا که با داشتن قیمت نسبتاً پایین، خواص قابل قبولی دارد که نیازهای کاربردهای مختلف را برآورده می‌کند. فولاد کم‌کربن به طور تقریبی شامل 0.05 تا 0.3 درصد کربن است که این موضوع، آن را چکش خوار و شکل‌پذیر کرده است. همچنین این فولاد مقاومت تنش کششی کمی دارد اما ارزان است و به‌راحتی شکل می‌گیرد. سختی سطحی آن را می‌توان از طریق کربن‌دهی افزایش داد.
برای کاربردهایی که سطح مقطع بزرگ استفاده می‌شود تا خیز را کمینه کند، شکست ناشی از تسلیم نگرانی جدی نخواهد بود بنابراین فولاد کم‌کربن بهترین انتخاب هستند، برای مثال فولاد ساختمانی این‌گونه است. چگالی فولاد کم‌کربن به طور تقریبی برابر با 7.85 g/cm3 و مدول یانگ آن برابر با 200 GPa است.
مطالعات روی فولاد کربن نشان می‌دهد که دو نقطه تسلیم دارد. نقطه تسلیم اول (تسلیم بالاتر) بیشتر از تسلیم دوم است و نمدار تنش - کرنش ماده بعد از نقطه تسلیم اول به‌آرامی افت می‌کند. اگر فولاد کم‌کربن در نقطه‌ای بین تسلیم بالا و تسلیم پایین مورد تنش قرار بگیرد، در این صورت سطح، نوار لودر را پدید می‌آورد. 
فولادهای کم‌کربن کربن کمتری نسبت به سایر فولادها دارند و برای شکل‌دهی سرد مناسب‌تر هستند و کنترل آن‌ها آسان‌تر انجام می‌شود. به‌طورکلی، از کاربردهای فولاد کم‌کربن می‌توان در اجزای مختلف خودروها، لوله‌ها، ساخت‌وساز ساختمانی و قوطی‌های مواد غذایی نام برد.

### فولاد با کشش بالا
فولادهای با کشش بالا، درصد کربن کم و یا متوسطی دارند که عناصر آلیاژی مضاعفی دارند تا خواص مقاومت کششی و مقاومت به سایش آن را افزایش دهند. این عناصر آلیاژی شامل کروم، مولیبدن، سیلیسیم، منگنز، نیکل و وانادیم می‌شود. همچنین درصد مجاز ناخالصی‌هایی مانند فسفر و گوگرد محدود شده و اجازه ندارد تا از حد مجاز، تجاوز کند. چند دسته از این نوع فولاد عبارت‌اند از:
- 41xx steel
  - 4140 steel
  - 4145 steel
- 4340 steel
  - 300M steel
- EN25 steel –  فولاد 2.521% نیکل- کروم- مولیبدن
- EN26 steel

### فولاد پرکربن

AISI-تصویری از اولین اعضای انجمن آهن و فولاد آمریکا در سال 1915 - کلیولند

فولاد کربنی همچنین می‌تواند درصد بالای وزنی بین 0.30 تا 1.70 کربن داشته باشد. ناخالصی‌های کمیاب عناصر مختلف دیگر می‌تواند تأثیر قابل توجهی بر کیفیت فولاد حاصل داشته باشد. مقادیر کمی از گوگرد داخل فولاد، می‌تواند موجب رخ دادن شیارهای سرخ شود. این موضوع به این دلیل است که دمای ذوب گوگرد به شدن از فولاد کمتر است و سریع‌تر ذوب می‌شود. همین موضوع سبب می‌شود که نواحی قرمز رنگ آتشینی در داخل فولاد جامد شکل بگیرد که باعث ترد شدن فولاد می‌شود. فولادهای کربنی کم آلیاژ مانند سری A36 حدود 0.05% گوگرد دارند و در بازه دمایی 1,426–1,538 °C ذوب می شود. همچنین منگنز غالبا برای بهبود سختی فولاد استفاده می‌شود. این اضافات باعث تعاریف جدیدی از فولاد کم آلیاژ می‌شود اما طبق تعاریف AISI، فولاد کربنی می‌تواند تا 1.65% وزنی،منگنز داشته باشد.

## طبقه بندی AISI
فولادهای کربنی به 4 دسته اصلی بنا بر مقدار کربن آن ها طبقه بندی می شوند:

### فولاد کربنی کم کربن
به مقدار 0.05 تا 0.25% کربن دارند.

### فولاد کربنی متوسط
به طور تقریبی، حدود 0.3–0.5% کربن دارند.بین استحکام و شکل پذیری آن ها تعادل برقرار است و مقاومت به سایش خوبی دارند،برای اجزای بزرگ، عملیات فورج و اجزای مختلف خودرو ها استفاده می شوند.

### فولاد پر کربن
حدود  0.6 تا 1.0% کربن دارند. استحکام بالایی دارند . برای ساخت فنر ها، ابزار آلات تراشکاری و سیم های پر استحکام استفاده می شوند.

### فولاد اولترا کربن
حدود1.25–2.0% کربن دارند.این نوع فولاد مقاومت بسیار زیادی دارد.برای کاربرد های خیلی خاص(کاربرد های غیر ضنعتی) مانند چاقو های نظامی، محور های ماشین آلات خاص و پانچ استفاده می شود. فولاد های کربنی با درصد کربن بالای  2.5% با استفاده از متالورژی پودر ساخته می شوند.

## عملیات حرارتی

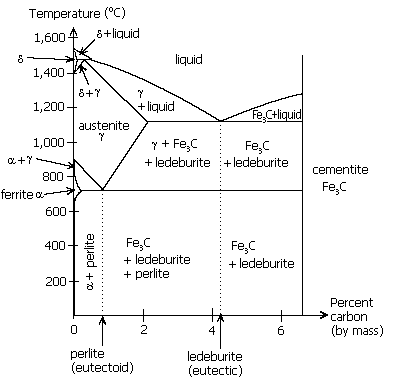
دیاگرام فازی آهن-کربن

هدف از انجام عملیات حرارتی بر روی فولاد کربنی، تغییر خواص مکانیکی فولاد است به‌خصوص شکل‌پذیری، سختی، مقاومت تسلیم و مقاومت در برابر ضربه. توجه داشته باشید که هدایت الکتریکی و حرارتی فقط کمی تغییر می‌کند. مانند بیشتر روش‌های افزایش استحکام برای فولاد، مدول یانگ تحت تأثیر قرار نمی‌گیرد. همه روش‌های عملیاتی حرارتی فولاد در حقیقت تبادل انعطاف‌پذیری و استحکام است به این معنا که برای به‌دست‌آوردن استحکام بیشتر، انعطاف‌پذیری کاهش می‌یابد و بالعکس. در فاز آستنیت، آهن حلالیت بیشتری نسبت به کربن دارد، به همین دلیل همه روش‌های عملیات حرارتی (به جز آنیل کردن) با گرم‌کردن فولاد شروع می‌شود تا زمانی که فاز آستنیت ایجاد شود. پس از این مرحله فولاد حرارتش را با نرخ متوسط تا کم از دست می‌دهد تا به کربن اجازه نفوذ داده و آهن کاربید (سمنتیت) را تشکیل می‌دهد و فاز فریت را باقی می‌گذارد و یا در نرخ بالا، کربن بدون آهن را محبوس می‌کند که فاز مارتنزیت را تشکیل می‌دهد. نرخ خنک شدن فولاد با عبور از دمای یوتکتیک (حدود 727 درجه سانتی‌گراد) بر روی خروج کربن از فاز آستنیت و تشکیل فاز سمنتیت، تأثیر می‌گذارد. به‌طورکلی، سرد شدن سریع، کاربید آهن را به‌خوبی پراکنده می‌کند و پرلیت دانه‌ریز تولید می‌کند و سرد شدن آهسته، پرلیت درشت‌تری ایجاد می‌کند. خنک‌کردن یک فولاد هیپویوتکتوئیدی (کمتر از 0.77 درصد وزنی C ) منجر به ساختار لایه‌ای - پرلیتی از لایه‌های کاربید آهن همراه با فریت - آلفا (آهن تقریباً خالص) می‌شود. اگر فولاد هایپریوتکتوئید (بیش از 0.77 درصد وزنی C) باشد، ساختار پرلیت کامل با دانه‌های ریز سمنتیت (بزرگ‌تر از پرلیت) است که بر روی مرزهای دانه تشکیل شده است. یک فولاد یوتکتوئیدی (0.77 درصد کربن) ساختاری پرلیت در سرتاسر دانه‌ها خواهد داشت که در مرزها سمانتیت وجود ندارد. مقادیر نسبی اجزاء با استفاده از قانون اهرم پیدا می‌شود. در زیر لیستی از انواع عملیات حرارتی ممکن آمده است:
- کروی کردن

اسفرویدیت زمانی تشکیل می شود که فولاد کربنی به مدت بیش از 30 ساعت تا دمای 700 درجه سانتیگراد گرم شود. اسفرویدیت می تواند در دماهای پایین تر تشکیل شود اما  از آنجایی که این واکنش به شدت وابسته به نفوذ است، زمان مورد نیاز به شدت افزایش می یابد.نتیجه این عملیات حرارتی، تشکیل استوانه ها و کره های سمانتیتی فاقد فاز اولیه (فریت یا پرلیت، وابسته به اینکه در چه سمت از یوتکتوید رخ می دهد.) است.هدف از این عملیات نرم کردن فولاد کربنی با استحکام بالا است تا قابلیت شکل پذیری را بهبود ببخشد.فرآورده این واکنش نرم ترین و شکل پذیر ترین نوع فولاد است.
- آنیل کامل

در این فرآیند تمام فریت به آستنیت تبدیل می شود.(در صورتی که درصد کربن بالا باشد، ممکن است همچنان سمانتیت در ساختار باقی بماند.) سپس فولاد باید به آرامی و با نرخ تقریبا 20 درجه سانتی گراد بر ساعت، سرد شود.گاهی برای سرد کردن تنها کوره را خاموش می کنند و می گذارند تا فولاد داخل کوره خاموش، سرد شود.این کار موجب تشکیل ساختار پرلیتی خشن می شود.فرآورده واکنش آنیل کامل، نرم و شکل پذیر است. تنها فولاد اسفریدیت از این نوع فولاد نرم تر است.
- فرآیند آنیل کردن

فرآیندی که برای کاهش تنش در فولاد کربن سرد کار شده با درصد کربن کمتر از 0.3 درصد استفاده می شود.معمولا فولاد را به مدت یک ساعت در دمای 550 تا 650 درجه سانتی گراد نگه می دارند، اما گاهی اوقات دما را تا 700 درجه سانتی گراد هم می رسانند.
- آنیل هم دما

در این فرآیند فولاد هیپویوتکتوئیدی تا دمای بالاتر از دمای بحرانی بالا گرم می شود. در این دما برای مدتی نگه داری می شود و سپس به دمای پایین تر از دمای بحرانی پایین کاهش می یابد و مجددا در آن دما نگه داشته می شود.سپس تا دمای اتاق سرد می شود.این روش هرگونه گرادیان ها وتغییرات شدید دمایی را از بین می برد.
- نرمالایزینگ

این فرآیند با هدف افزایش استحکام انجام میشود و سایز دانه را کاهش می دهد و منجر به تولید ساختار یکنواخت با دانه های ریز می شود.در این فرآیند ابتدا دمای فولاد را 30 تا 40 درجه سانتی گراد بالاتر از خط GSK برده تا همه ی ساختار به آستنیت تبدیل شود و پس از سرد شدن با هوا با نرخ 38 درجه بر دقیقه، موجب رخ دادن تبلور مجدد،افزایش تعداد دانه ها و کاهش سایز دانه می شود و به دلیل افزایش مرزدانه ها، حرکت نابه جایی ها سخت تر و استحکام فولاد بیشتر می شود.این نوع فولاد استحکام و سختی بیشتری نسبت به فولادهای آنیل شده دارد.
- سرد کردن سریع(کوئنچ)

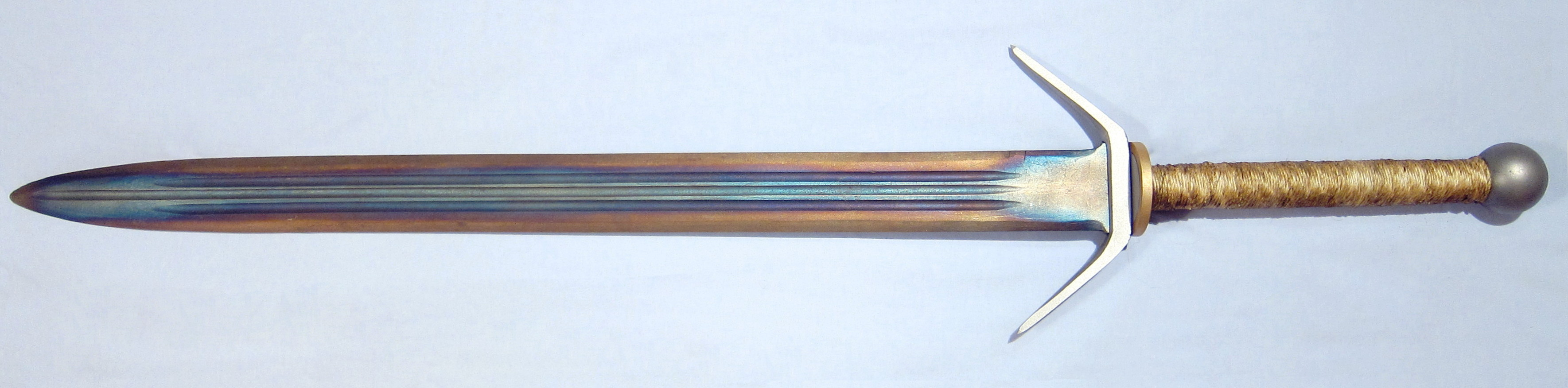
شمشیریکه قسمت های مختلف آن با نرخ های مختلفی، کوئنچ شده است.

فولاد کربنی با حداقل 0.4 درصد وزنی C تا دمای عادی گرم می شود و سپس به سرعت در آب، آب نمک یا روغن خنک می شود تا به دمای بحرانی برسد. دمای بحرانی به محتوای کربن بستگی دارد، اما به عنوان یک قانون کلی با افزایش محتوای کربن، دمای بحرانی کاهش می یابد. این فرآیند منجر به ساختار مارتنزیتی می شود. ساختاری که کربن در آن به حد اشباع رسیده و ساختار BCC را به خود می گیرد.فولاد کوئنچ شده به شدت مستحکم اما ترد و شکننده است، در حدی که برای کاربرد های صنعتی، عملا مناسب نیست چرا که ترد بودن و وجود استرس های داخلی موجب بروز ترک و رشد ترک است.معمولا فولاد کوئنچ شده سه تا چهاربرابر سخت تر از فولاد نرمالایز است.
- مارتمپرینگ(مارکوئنچینگ)

مارتمپرینگ در واقع یک روش تمپرینگ نیست، از این رو اصطلاح marquenching به آن تعلق می گیرد.در حقیقت یک نوع عملیات حرارتی هم دما است که پس از کوئنچ اولیه، در حمامی از نمک مذاب انجام می شود.در این دما، تنش های پسماند باقی مانده در قطعه، آزاد می شوند و ممکن است بعضی از ساختارهای بینایتی ناشی از آستنیت باقی مانده را تشکیل دهد.در صنعت از این فرآیند برای برقراری نوعی تعادل میان شکل پذیری و سختی ماده استفاده می شود.چنااچه زمان فرآیند را طولانی کنیم،شکل پذیری بیشتر می شود. قطعه داخل حمام نمک مذاب باقی می ماند تا زمانی که دمای قسمت های داخلی و خارجی آن به یکسان شود. سپس فولاد با سرعت متوسط خنک می شود تا گرادیان دما در حداقل بماند نه تنها این فرآیند تنش های پسماند داخل قطعه را کاهش می دهد، بلکه مقاومت در برابر ضربه را نیز افزایش می دهد.
- تمپرینگ

این فرآیند، رایج‌ترین عملیات حرارتی است که با آن مواجه می‌شویم، زیرا ویژگی‌های نهایی را می‌توان دقیقاً با دما و زمان تمپر تعیین کرد. تمپر، شامل گرم کردن مجدد فولاد سرد شده تا دمای کمتر از دمای یوتکتوئید و سپس خنک شدن مجدد آن است. افزایش دما اجازه می دهد تا مقادیر بسیار کمی از اسفروئیدیت تشکیل شود که موجب بازیابی شکل پذیری فولاد و البته کاهش سختی آن می شود. دما و زمان تمپر برای هر ترکیب با دقت انتخاب می شوند.
- آستمپرینگ

آستمپرینگ تقریبا مشابه مارتمپرینگ است با این تفاوت که سرد شدن سریع متوقف شده و فولاد به مدت طولاتی در حمام نمک مذاب با دمای 205 تا 540 درجه سانتی گراد می ماند و بعد از آن با نرح متوسطی سرد می شود.نتیجه این فرآیند را بینایت می گویند که یک ریز ساختار سوزنی در فولاد است که استحکام بلا(همچنان کمتر از مارتنزیت)، شکل پذیری مطلوب، مقاومت به سایش زیاد و اعوجاج کمتری نسبت به مارتنزیت دارد. عیب این فرآیند این است که تنها برای فولادهای خاصی قابل پیاده سازی است و نیاز به حمام نمک خاصی دارد.

## سخت کاری سطحی
مقاله اصلی: سختکاری پوسته

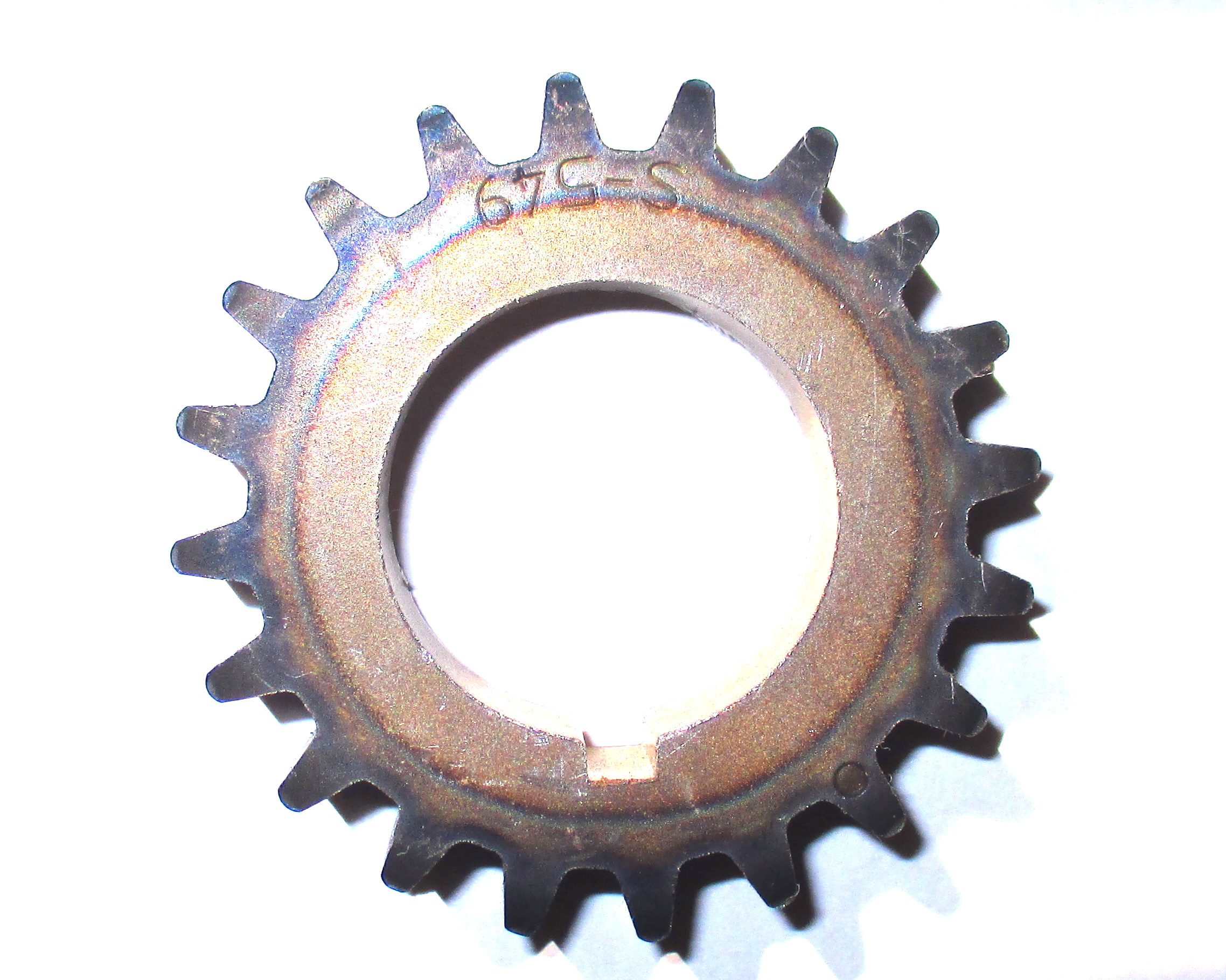
چرخ دنده ای با سطوح سخت کاری شده

سخت کای سطحی فرآیندی است که تنها قسمت های خارجی و بیرونی فولاد را سخت می کند و به مانند یک پوسته ای است که مقاومت به سایش و استحکام سطح را افزایش می دهد بدون اینکه در شکل پذیری کلی قطعه تاثیری بگذارد.فولادهای کربنی قابلیت سختی پذیری بالایی ندارند به این معنی که نمی توانند تا عمق های زیاد سخت شوند. فولادهای آلیاژی قابلیت سختی پذیری بهتری دارند و می توانند تا عمق های زیاد سخت شوند و نیاز به سخت کای سطحی ندارند.این ویژگی فولادهای کربنی می تواند سودمند باشد چرا که می توان برای سخت مقاومت به سایش زیادی را ایجاد کرد و سطح قطعه را مستحکم کرد و همچنان شکل پذیری قسمت های داخلی و مغز قطعه را هم حفظ کرد.

## دمای آهنگری فولاد
| Steel type                         | Maximum forging temperature | Maximum forging temperature | Burning temperature | Burning temperature |
| Steel type                         | (°F)                        | (°C)                        | (°F)                | (°C)                |
| ---------------------------------- | --------------------------- | --------------------------- | ------------------- | ------------------- |
| 1.5% carbon                        | 1920                        | 1049                        | 2080                | 1140                |
| 1.1% carbon                        | 1980                        | 1082                        | 2140                | 1171                |
| 0.9% carbon                        | 2050                        | 1121                        | 2230                | 1221                |
| 0.5% carbon                        | 2280                        | 1249                        | 2460                | 1349                |
| 0.2% carbon                        | 2410                        | 1321                        | 2680                | 1471                |
| 3.0% nickel steel                  | 2280                        | 1249                        | 2500                | 1371                |
| 3.0% nickel–chromium steel         | 2280                        | 1249                        | 2500                | 1371                |
| 5.0% nickel (case-hardening) steel | 2320                        | 1271                        | 2640                | 1449                |
| Chromium-vanadium steel            | 2280                        | 1249                        | 2460                | 1349                |
| High-speed steel                   | 2370                        | 1299                        | 2520                | 1385                |
| Stainless steel                    | 2340                        | 1282                        | 2520                | 1385                |
| Austenitic chromium–nickel steel   | 2370                        | 1299                        | 2590                | 1420                |
| Silico-manganese spring steel      | 2280                        | 1249                        | 2460                | 1350                |